# 北京奥林匹克塔
北京奥林匹克塔，建设时称作奥林匹克公园瞭望塔，是一座位于北京市朝阳区奥林匹克公园北部，城市中轴线北端的观光塔。塔北临奥林匹克森林公园，西侧紧邻北京城市中轴线。这座塔檐高246.8米，最高处的奥运五环标志高度为264.8米。

## 歷史
这座观光塔最初是在2008年北京奥运会筹备期间提出修建的，当时也已经开始着手设计，但由于工程时间紧迫，有工程专家担心无法赶上奥运会开幕，这一项目被搁置，而为电视转播需要在国家体育场北侧新建了高约150米的玲珑塔。赛会结束之后，工程重新提上日程，从2011年开始施工，2012年7月结构封顶，2015年8月8日开始对外开放。2016年1月，国际奥委会批准将它命名为“北京奥林匹克塔”。

## 設計
北京奥林匹克塔由中国建筑设计研究院崔恺工作室的康凯设计，设计理念是“生命之树”，由并立的5个塔组成，每个塔顶展开成一个圆形的平台，寓意奥运五环。但从施工期间开始，这座塔被指像五根钉子，因而也被称为“钉子塔”。此外，建筑方案也受到了抄袭的指控。

## 故宫博物院精品文物馆
2015年8月11日，故宫博物院精品文物馆在北京奥林匹克塔正式开馆，首期展览主题为“金碧辉煌”，集中展出200余件清代皇家金银器。根据故宫博物院与北京市朝阳区的合作规划，双方还在北京奥林匹克塔内合作开设了“故宫数字影院”和“故宫文化产品展销区”。故宫数字影厅位于塔基大厅一层，占地面积167平方米，在宽13.5米的超大画幅弧形屏幕上播放《紫禁城·天子的宫殿》、《灵沼轩》、《倦勤斋》、《角楼》等系列数字电影。故宫文化产品展卖区集中展售带有故宫元素的文化产品。